# ایان لفور
ایان لِـفوْرْ (انگلیسی: Ian LeFeuvre) خواننده، گیتارنواز، ترانه‌سرا، تهیه‌کننده موسیقی، موسیقی‌دان و آهنگساز اهل کانادا است.
از فیلم‌ها یا مجموعه‌های تلویزیونی که وی در آن‌ها نقش داشته است، می‌توان به شوهر و ماجراهای نپکین من! اشاره نمود.
همچنین یکی از ترانه‌های او به نام «با جریانِ موج همراه شو» در مجموعه‌های دختران و دروغ‌گوهای کوچک زیبا بکار رفته است.